# Promachus venustus
Promachus venustus är en tvåvingeart som beskrevs av Carrera och Andretta 1950. Promachus venustus ingår i släktet Promachus och familjen rovflugor. Inga underarter finns listade i Catalogue of Life.